# Gunter Sachs
Fritz Gunter Sachs (Schonungen, 14 de novembro de 1932 — Gstaad, 7 de maio de 2011) foi um matemático, fotógrafo, playboy e multimilionário alemão co-herdeiro da Fichtel & Sachs, uma empresa alemã de motocicletas e triciclos all-terrain.
Seu pai, Willy Sachs, foi amigo de Heinrich Himmler e Hermann Goering, próceres da Alemanha Nazista. Como outros herdeiros industriais alemães, Sachs jamais discutiu publicamente as relações de sua família com os líderes nazistas.
Em 1966 ele se tornou reconhecido internacionalmente ao casar-se com a famosa atriz e bombshell francesa Brigitte Bardot, uma relação que começou com ele jogando milhares de pétalas de rosas de helicóptero na piscina da mansão da atriz em Saint Tropez, e terminou três anos depois, em 1969. Casou depois com uma ex-modelo sueca, Mirja Larsson.
Sachs foi um matemático treinado, economista, industrial e investidor em bolsas de valores, e nos últimos anos o dono de um instituto de pesquisas em astrologia. Quando jovem foi um reconhecido esportista e ganhou fama como documentarista e fotógrafo, que sempre esteve interessado passionalmente na astrologia e suas conexões com a matemática.
A partir de 1972, ele trabalhou como fotógrafo profissional. Em 1973, causou sensação com a primeira fotografia nua para a Vogue francesa e em 1974 voltou a ganhar reconhecimento com uma exposição especial na feira photokina, para a qual também desenhou o cartaz oficial da exposição. Em 1991 trabalhou com Claudia Schiffer na série "Heroínas". 

## Coleção de Arte
A extensa coleção de arte de Gunter Sachs incluía obras de Jean Fautrier, Andy Warhol, René Magritte, Salvador Dalí, Roy Lichtenstein, Tom Wesselmann, Mel Ramos e Allen Jones. Ele também possuía peças importantes da escola Nouveau réalisme, incluindo Yves Klein, Jean Tinguely, Arman e Martial Raysse. Muitos desses artistas estiveram envolvidos no projeto de 1969 do lendário apartamento pop-art na torre do Palace Hotel em St. Moritz, que rapidamente ganhou a atenção do mundo da arte. De 1967 a 1975, Sachs, juntamente com o Príncipe Konstantin da Baviera, co-fundou e dirigiu a associação do Museu de Arte Moderna de Munique (MAM), que fez lobby para a construção de um museu abrangente de arte contemporânea em Munique e montou exposições mensais no Museu Villa Stuck.
Em 1972, Sachs abriu uma galeria em Hamburgo e organizou a primeira exposição europeia do seu amigo Andy Warhol. Em 1974, ele encomendou a Warhol uma série de retratos em serigrafia de sua ex-esposa Brigitte Bardot. Em maio de 2006, Sachs vendeu uma das serigrafias de Bardot feita por Warhol em leilão por US$ 3 milhões. Após a morte de Gunter, a família Sachs vendeu parte de sua coleção de Pop Art e Nouveau Realisme através de um leilão pela Sotheby's em maio de 2012 em Londres, arrecadando mais de 56 milhões de dólares.

## Morte
Em 7 de maio de 2011, Gunter Sachs foi encontrado morto no chalé em que vivia em Gstaad, na Suíça, após suicidar-se com um tiro dias depois de ter sido diagnosticado com alzheimer.